# Hendrik Vestmann
Hendrik Vestmann (* 30. April 1974 in Tartu) ist ein estnischer Dirigent.

## Leben und Musik
Hendrik Vestmann studierte von 1992 bis 1996 an der Estnischen Musikakademie in Tallinn das Fach Chorleitung. Er war anschließend als Dirigent im Theater- und Opernhaus „Vanemuine“ im südestnischen Tartu beschäftigt. 1997 gründete und leitete er das Orchester des Tallinner Stadtteils Nõmme (estnisch Nõmme Linnaorkester).
Zur Jahrtausendwende ging Vestmann nach Deutschland. Von 2000 bis 2002 studierte er bei Wolf-Dieter Hauschild an der Staatlichen Hochschule für Musik in Karlsruhe. Von 2002 bis 2004 war Vestmann Solorepetitor und Dirigent am Theater der Stadt Heidelberg.
2004/2005 war Vestmann Generalmusikdirektor am Theater- und Opernhaus „Vanemuine“ in Tartu. Seit September 2006 ist Vestmann Erster Kapellmeister und stellvertretender Generalmusikdirektor an den Städtischen Bühnen Münster.
Seit der Saison 2013/2014 war Hendrik Vestmann Chefdirigent der Oper Bonn. Seit der Spielzeit 2016/2017 ist er zum Generalmusikdirektor des Staatstheaters in Oldenburg berufen worden.

## Auszeichnungen
Im Mai 2006 gewann Hendrik Vestmann den Hermann-Abendroth-Preis in Weimar. Im selben Jahr wurde Hendrik Vestmann der Sonderpreis des Deutschen Dirigentenpreiseses verliehen.